# 瓦薩王朝
瓦薩（瑞典語：Vasa）是瑞典貴族家族，歷史可追溯至14世紀，直至17世紀消亡。最早有記載的家族成員是尼爾斯·克提松（Nils Kettilsson），1355年時三王冠宮的侍衛官 。「瓦薩」之名最先於16世紀末出現，得名自其家族紋章──Vase（禾束）。
瓦薩王朝在1523年至1654年間統治瑞典，由古斯塔夫一世當選國王起至克里斯蒂娜退位止；它也在1587年至1668年間統治波蘭和立陶宛。它在瑞典的統治由普法爾茨王朝繼承。

## 分支和後裔
古斯塔夫二世·阿道夫的私生子古斯塔夫獲封為瓦薩堡（Vasaborg）伯爵，是為瓦薩王朝的分支。瓦薩堡在1754年喬治·莫里茨（Georg Mauritz）死亡時絕嗣，1777年死亡的亨里厄塔·波里森娜（Henrietta Polyxena）是瓦薩王朝的最後一個成員。
卡爾九世的女兒卡塔里娜誕下了卡爾十世·古斯塔夫，故此普法爾茨（維特爾斯巴赫）王朝的瑞典國王都是瓦薩後裔。
卡爾十世·古斯塔夫的姐姐嫁給了巴登-杜拉赫的弗雷德里克六世，
1. 他們孫女的兒子阿道夫·弗雷德里克在1751年重登瑞典王位，瓦薩後裔重掌王位──前任國王弗雷德里克一世來自黑森王朝，不屬瓦薩後裔。
2. 他們的後裔巴登的維多利亞與古斯塔夫五世結婚，故此現時的瑞典王室成員都是古斯塔夫·瓦薩的後裔。

阿道夫·弗雷德里克的孫子古斯塔夫四世·阿道夫被廢黜後，他的兒子古斯塔夫·古斯塔夫松在1829年自稱瓦薩親王，因為他的血統來自瓦薩王朝的女性成員。（古斯塔夫三世已經自稱瓦薩後裔，在讚美他的歌曲《向古斯塔夫敬酒》中也有提及瓦薩。）
1523至1654年間共有7個君主統治瑞典；可以在系譜追溯到這些君主的所有人和家族，都能稱為瓦薩後裔。除了很多瑞典貴族外，幾乎所有歐洲現存王室也是瓦薩後裔。
瓦薩成員的一些私生子女的名字中帶有伊倫海爾姆（Gyllenhielm）和瓦薩堡。

## 著名成員
- 克提·卡爾松，林雪平主教、15世紀中的瑞典執政。
- 埃里克·約翰松，古斯塔夫·瓦薩之父，1520年斯德哥爾摩慘案受害人。
- 古斯塔夫·瓦薩，瑞典國王（1523年 - 1560年）
- 埃里克十四世，瑞典國王（1560年 - 1568年），古斯塔夫·瓦薩之子。
- 約翰三世，瑞典國王（1568年 - 1592年），古斯塔夫·瓦薩之子
- 西吉斯蒙德，瑞典國王（1592年 - 1599年），波蘭國王及立陶宛大公（1587年 - 1632年），約翰三世之子。
- 卡爾九世，瑞典執政（1599年 - 1604年）、瑞典國王（1604年 - 1611年），古斯塔夫·瓦薩之子。
- 古斯塔夫·埃里克松·瓦薩，瑞典王儲（1568年），埃里克十四世之子。
- 古斯塔夫二世·阿道夫，瑞典國王（1611年 - 1632年），卡爾九世之子，因在三十年戰爭中力助新教徒並讓瑞典在北歐崛起，被封為「北方雄獅」，其於戰中陣亡後被瑞典國會追封為「大帝」。
- 克里斯蒂娜，瑞典女王（1632 - 1644年）。
- 瓦迪斯瓦夫四世·瓦薩，波蘭國王及立陶宛大公（1632年 - 1648年），西吉斯蒙德之子。
- 約翰二世·卡齊米日·瓦薩，波蘭國王及立陶宛大公（1648年 - 1668年），西吉斯蒙德之子。